# Golden Power

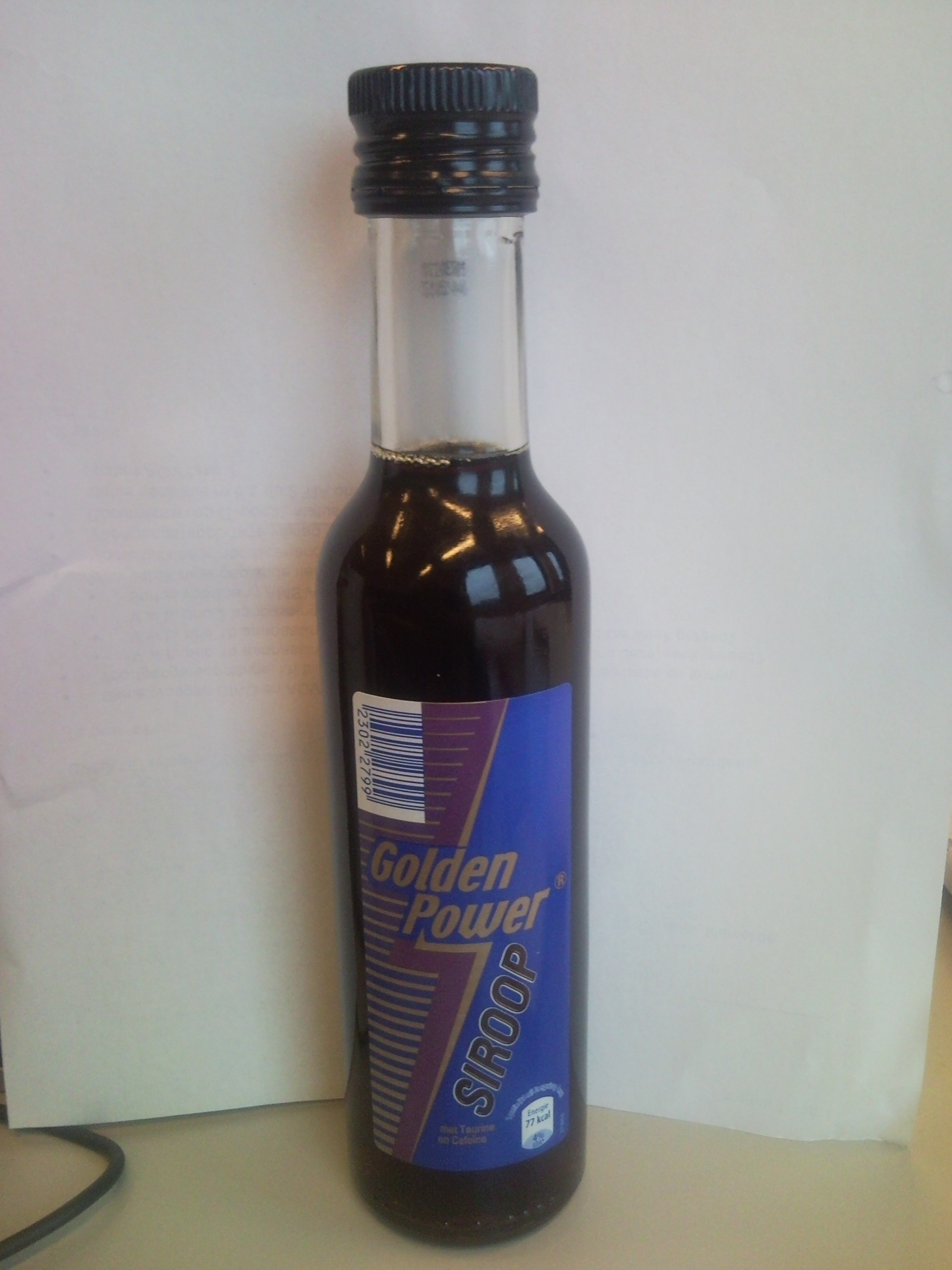
Golden Power Siroop

Golden Power is een energiedrank met een hoog cafeïne-gehalte. Het is een in zijn marktsegment goedkope energiedrank die onder andere verkrijgbaar is bij de Aldi, en vooral populair is onder jongeren. Het drankje bevat 30 mg cafeïne per 100 ml, een stof die een energiek gevoel geeft. Cafeïne heeft een lichamelijke en geestelijke verslavende werking wat een deel van de populariteit verklaart.

## Samenstelling
Golden Power bevat water, suiker, glucose-fructosesiroop, citroenzuur, koolzuur, natriumcitraat, taurine (0,4%), glucuronolacton (0,24%), cafeïne (0,03%), inositol, karamel, riboflavine en diverse vitamines. Golden Power Light bevat de zoetstoffen acesulfaam-K en aspartaam.

## Golden Power Siroop
Er is ook Golden Power Siroop op de markt. Hierbij gaat het om een siroop met relatief hoog cafeïne- en taurine-gehalte. De sterkte is echter lager dan 'gewoonlijk'. Waar in een regulier blikje Golden Power zo'n 30 mg per 100 ml zit, zit er in een op de normale wijze bereid glas Golden Power Siroop 'slechts' 8 mg cafeïne per 100 ml.

### Bereiding siroop
De bereiding van Golden Power Siroop is vrijwel gelijk aan die van elke andere ranja-soort. Het betreft simpelweg het aanlengen met water, waarbij geldt dat voor elk deel siroop, zeven delen water moeten worden toegevoegd.

### Samenstelling siroop
Golden Power Siroop bevat de volgende stoffen: suiker, water, voedingszuur: citroenzuur, zuurteregelaar: natriumcitraat, taurine (0,6%), aroma, kleurstof: karamel E150a, Guarana-extract, cafeïne.